# Paul von Richter
Johann Paul Friedrich Richter, seit 1913 von Richter (* 14. März 1848 in Zinnitz; † 9. Februar 1925 in Berlin-Wilmersdorf) war ein preußischer Generalmajor und Kommandeur der 8. Feldartillerie-Brigade.

## Leben

### Herkunft
Paul war ein Sohn des Gutsbesitzers von Roitz Friedrich Richter (1815–1882) und dessen Ehefrau Auguste, geborene Velten (1824–1848).

### Militärkarriere
Nach dem Besuch des Gymnasiums in Dresden trat Richter am 2. April 1867 in das 1. Schlesische Feldartillerie-Regiment Nr. 6 der Preußischen Armee ein und avancierte bis Ende Juli 1868 zum außeretatsmäßigen Sekondeleutnant. Während des Deutsch-Französischen Krieges kam Richter bei der Belagerung von Paris zum Einsatz, wurde Ende Dezember 1870 zum Artillerieoffizier ernannt und am 15. Januar 1871 bei der Beschießung an der Südfront leicht verwundet. Ferner nahm er an den Gefechten bei Villejuif, Vitry, Hautes-Bruyères, Chevilly und L’Haÿ teil.
Ausgezeichnet mit dem Eisernen Kreuz II. Klasse wurde er nach dem Friedensschluss am 26. Oktober 1872 in das 1. Oberschlesische Feldartillerie-Regiment Nr. 21 versetzt und von Oktober 1872 bis Juni 1873 zur weiteren Ausbildung an die Vereinigte Artillerie- und Ingenieurschule kommandiert. Dort wurde er am 14. Dezember 1875 zum Premierleutnant und am 27. November 1875 zum Regimentsadjutanten ernannt. Unter Stellung à la suite seines Regiments erfolgte am 13. April 1880 seine Kommandierung als Adjutant der 5. Feldartillerie-Brigade. Unter Belassung in dieser Stellung wurde er Richter am 14. Mai 1881 in das 1. Hannoversche Feldartillerie-Regiment Nr. 10 versetzt. Am 11. Juni 1881 trat er als Hauptmann und Kompaniechef in den Truppendienst zurück. Unter Stellung à la suite wurde er am 2. April 1887 etatsmäßiges Mitglied der Artillerieprüfungskommission. Am 14. Juni 1890 wurde er zum Major befördert und am 17. November 1892 als Kommandeur der  II. Abteilung in das Feldartillerie-Regiment „Großherzog“ (1. Badisches) Nr. 14 versetzt. Richter stieg am 17. November 1896 zum Oberstleutnant auf, wurde Anfang April 1898 etatmäßiger Stabsoffizier und avancierte Ende März 1899 zum Oberst. Am 1. Oktober 1899 wechselte er als Kommandeur in das Feldartillerie-Regiment Nr. 75. Am 18. Mai 1901 wurde er mit der Führung des 8. Feldartillerie-Brigade in Halle (Saale) beauftragt, am 14. November 1901 zum Kommandeur ernannt und am 27. Januar 1903 zum Generalmajor befördert.
Unter Verleihung des Roten Adlerordens II. Klasse mit Eichenlaub wurde Richter am 24. April 1904 mit Pension zur Disposition gestellt. Nach seiner Verabschiedung erhob ihn Kaiser Wilhelm II. am 16. Juni 1913 in den erblichen preußischen Adelsstand Er starb am 9. Februar 1925 in Berlin-Wilmersdorf.
In seiner Beurteilung vom 1. Januar 1872 schrieb der Oberst Arnold. „Ein solider Charakter, ist er von tadelloser Moralität und hat sich bei guten Fähigkeiten bereits befriedigende Berufskenntnisse erworben. Im Dienst eifrig, brauchbar und zuverlässig, zeigt er eine gute militärische Haltung, wie auch seine geselligen Formen und seinem aufrichtigen Wesen vorteilhaft auffallen. Sein Verhalten vor dem Feinde war sehr gut.“

### Familie
Richter heiratete am 16. September 1873 in Fritzlar Wilhelmine Wittner (1850–1916). Das Paar hatte mehrere Kinder:
- Hans (* 1874), Bankdirektor ⚭ 1901 Auguste Reuling (* 1878)
- Max (* 1875), preußischer Major ⚭ 1903 Martha Wagner (* 1877)
- Felix (* 1877), preußischer Major ⚭ 1919 Melie von Rath (* 1899)
- Erika (* 1883) ⚭ 1904 Hans von Ludwiger (1877–1966), Oberst und Politiker[2]